# Radio Bloemendaal
Radio Bloemendaal is de kerkzender van de protestantse gemeente (voorheen gereformeerde kerk) van Bloemendaal en Overveen met tot 2018 uitzendingen op 1116 kHz op de middengolf en daarna alleen via internet en app, voornamelijk op zondag, vanuit de Dorpskerk aan het Kerkplein in Bloemendaal. Radio Bloemendaal is niet de lokale omroep van Bloemendaal.
De kerkzender wordt bestierd door vrijwilligers, met name jongeren uit de gemeente zelf. Radio Bloemendaal is voor geldelijke steun grotendeels afhankelijk van giften, afkomstig van vooral luisteraars, die vaak zeer gehecht zijn aan deze kleinschalige omroep. De zender is nooit onderdeel van het publieke omroepbestel geweest en is ook geen commerciële zender, maar heeft steeds een zendmachtiging behouden wegens bestaande rechten.
Met een vermogen van 500 watt was de zender het best te ontvangen in een straal van ongeveer 30 km om Bloemendaal; overdag ook verderop in Noord-Holland en in naburige provincies. 's Avonds is het bereik meestal kleiner vanwege storing door buitenlandse zenders, al is de zender juist dan door de geoefende radiohobbyist ook in het buitenland te ontvangen. Ontvangst is gerapporteerd uit onder andere Duitsland, Scandinavië en Polen. De uitzendingen zijn ook via het internet te beluisteren.
Sinds 2015 zijn de kerkdiensten ook met beeldondersteuning via internet te volgen.

## Geschiedenis
De kerk vroeg en kreeg in het voorjaar van 1924 een zendvergunning; de zender mag op zondagen tussen 10:00 en 11:30 en tussen 17:00 en 18:30 uitzenden met maximaal 100 watt. Na enkele proefuitzendingen was de eerste uitzending van een radiokerkdienst op 15 juni 1924, met als predikant ds. J.C. Brussaard. Daarmee is Radio Bloemendaal de oudste christelijke zendgemachtigde organisatie in Nederland, net een paar maanden ouder dan de NCRV. De zender stond in de kerktoren van de kerk aan de Vijverweg; en de antenne hing tussen die toren en een mast achter de kerk; men zond uit op de 200 meter (1500 kHz).
In 1934 werd de zender vervangen door een nieuwe, in de kelder van de kerk, met een vermogen van 100 watt op 245 meter (1223 kHz). De antenne hing inmiddels tussen twee masten.

### Tijdens de bezetting
Tijdens de Tweede Wereldoorlog mochten de uitzendingen in eerste instantie gewoon doorgaan. In mei 1941 moesten ze worden gestaakt, maar een maand later konden ze hervat worden, zij het onder toezicht, om te voorkomen dat er berichten van het verzet aan Engeland werden doorgegeven. In oktober 1943 moesten de uitzendingen alsnog worden stopgezet; ze hadden volgens de Duitsers geen zin meer omdat iedereen in Nederland toch zijn radio had moeten inleveren. In maart 1944 werden zenders en antenne verwijderd.

### Na de oorlog

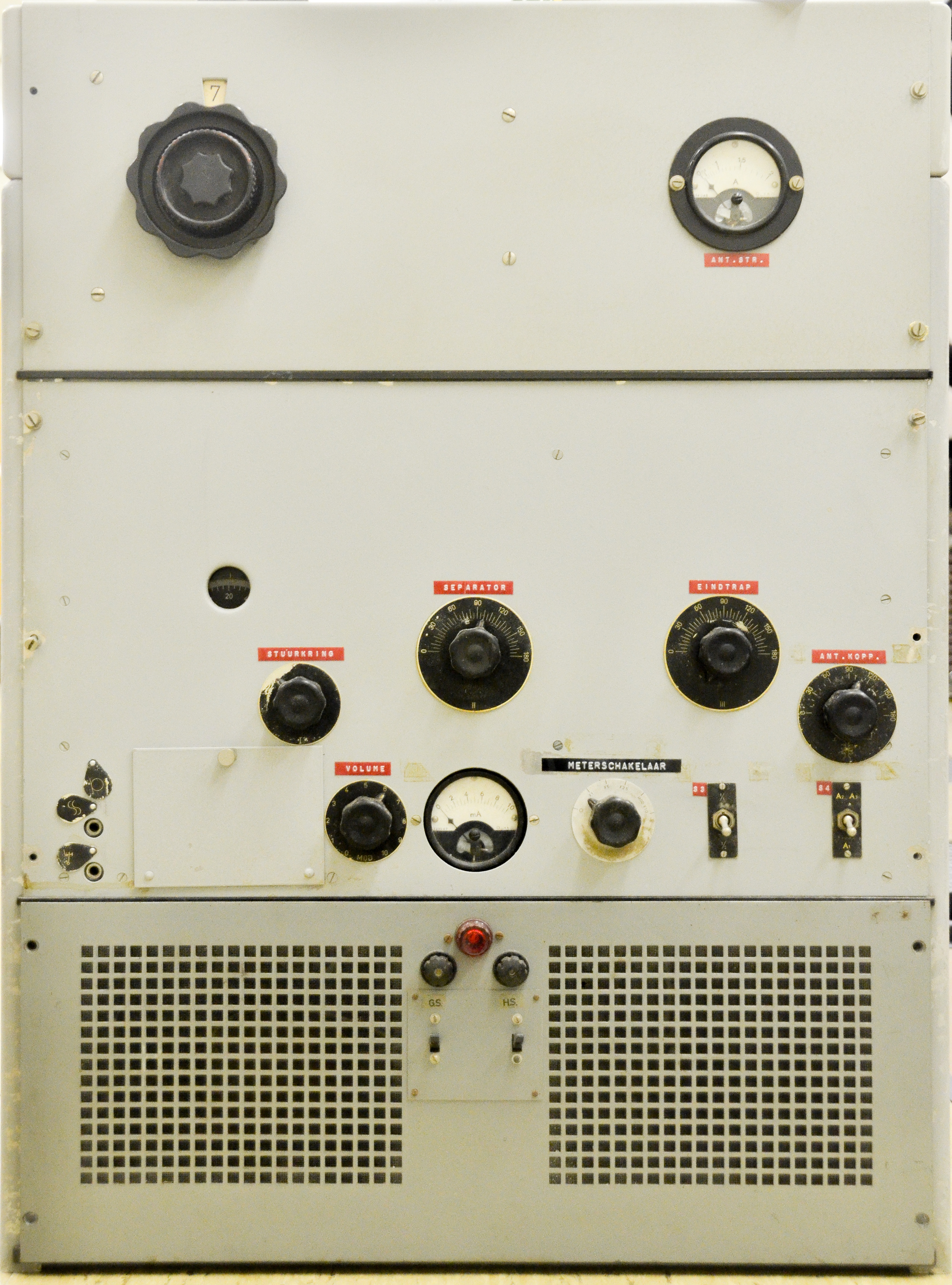
De zender van Radio Bloemendaal, merk Philips, type KFSH 075, vermogen 50W, in gebruik van 1948 tot 1979. Anno 2017 in bezit van het Omroepzendermuseum.

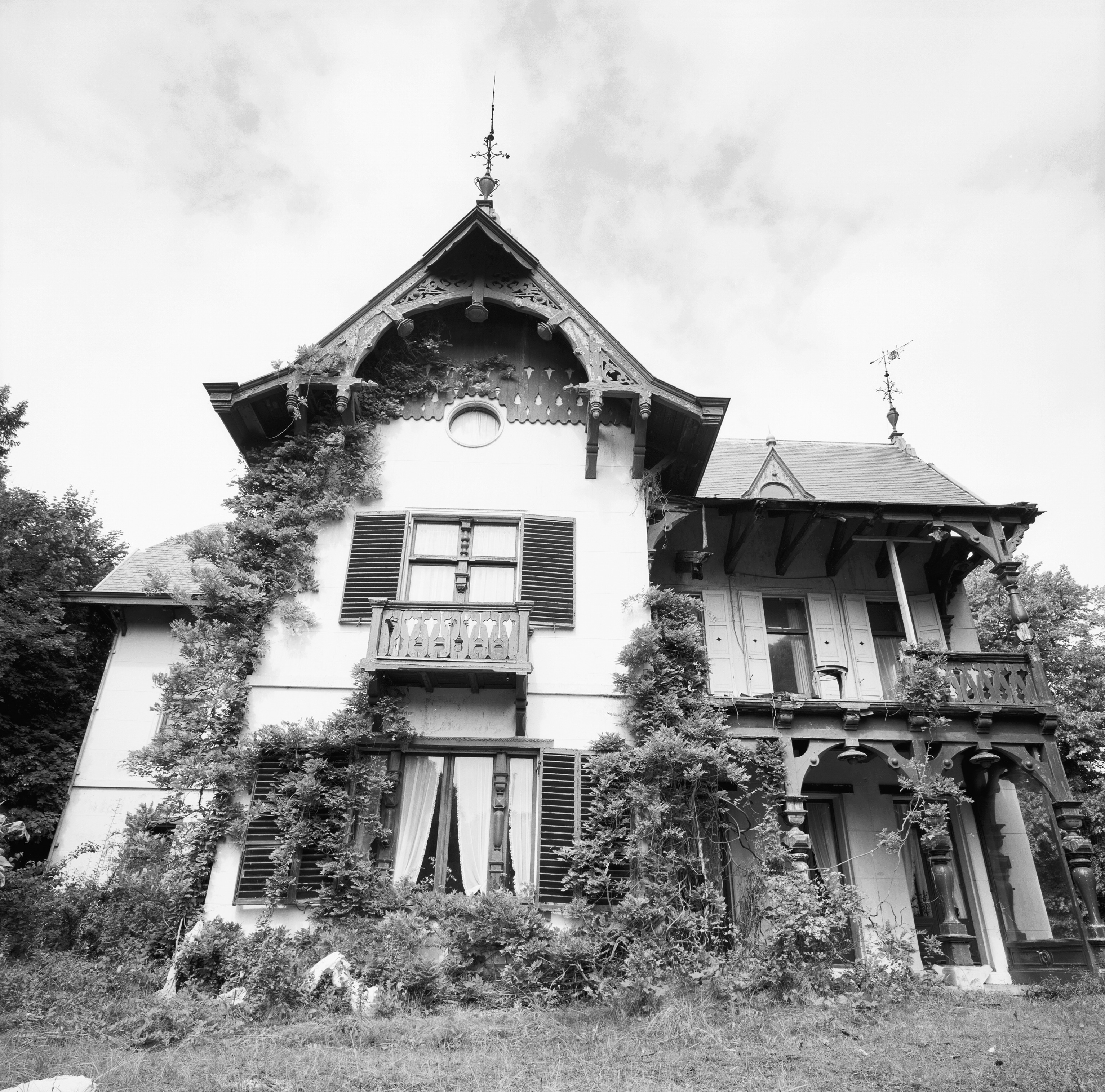
Villa Duin-Ouwe waar stichting Radiogemeente vanuit uitzond

Pas in 1948 werden de uitzendrechten hersteld, op zon- en feestdagen van 9:00 tot 17:00 met een maximaal vermogen van 50 watt, en op eerste kerstdag werden de uitzendingen weer hervat; de naam werd gewijzigd van Kerkzender Bloemendaal in Radio Bloemendaal. Vanaf 1952 werden er ook opgenomen kerkdiensten van elders uitgezonden, totaal vijf of zes uitzendingen per dag.
In 1958 en 1959 wordt de te klein geworden kerk afgebroken en een nieuw kerkgebouw gebouwd. In 1960 werden een zender en antennes gebouwd op het Kopje van Bloemendaal, ongeveer een kilometer van de kerk vandaan; het bereik werd er veel groter door.
In 1976 werd de studioapparatuur vernieuwd. Per 1 januari 1977 vervielen de middagdiensten van de Vijverwegkerk. Op 19 augustus 1979 werd een nieuwe zender in gebruik genomen, en de frequentie werd gewijzigd in 1116 kHz (269 m). 's Zondags worden drie à vier diensten uitgezonden.
In 1993 krijgt de kerk een nieuwe zendmachtiging, nu zonder beperkingen aan de zendtijd en met een maximaal vermogen van 500 watt. Vanaf 1994 wordt de zendtijd ook werkelijk uitgebreid, en vanaf 24 maart 1995 (officiële ingebruikname 14 mei) beschikt Radio Bloemendaal over een zender met een vermogen van 500 watt. Hierdoor is de zender in een groter gebied te horen. De avonddiensten van KZG worden vanaf het eind van dat jaar rechtstreeks uitgezonden.
Vanaf 1 april 1997 worden de middagdiensten van de Alle Dag Kerk in Amsterdam op dinsdag uitgezonden.
In 2015 is in de Dorpskerk een compleet nieuwe studio ingericht, nadat de Vijverwegkerk buiten gebruik werd gesteld.

### Dominee Toornvliet
Ds. Gerrit Toornvliet, sinds 1956 predikant te Bloemendaal en sinds 1961 vrijgesteld om zich alleen met het radiowerk bezig te houden (vanaf 1965 in dienst van de Particuliere Synode van Noord-Holland), hield zich niet altijd aan kerkelijke regels en kwam daardoor meermalen in aanvaring met de kerkelijke instanties. Uiteindelijk werd hij hierom in 1968 ontslagen, waarna hij de Stichting Radiogemeente oprichtte en verder ging bij diverse zeezenders. Deze stichting bestaat nog en belegt kerkdiensten en zendt uit via een aantal lokale omroepen; ze heeft geen enkele band met Radio Bloemendaal.

### Einde van de middengolfuitzendingen
Tijdens een zware storm op in januari 2018  werd een mast van de installatie vernield. Dit maakte uitzenden via de ether onmogelijk. Na een gedeeltelijke herbouw, waarbij de mast tot 18 meter werd opgericht, konden de middengolfuitzendingen een maand later worden hervat, zij het met minder vermogen. Alleen de oude zender (50 W) kon omgaan met de veranderde ophanging van de antenne. Luisteraars konden via internet onverminderd worden bereikt.
Op zondag 30 september 2018 zond Radio Bloemendaal voor het laatst uit via de middengolf. De programma’s zijn alleen nog via internet te beluisteren. In de toekomst wil het station in de omgeving van Bloemendaal ook via DAB+ gaan uitzenden.

## Programma
Op zondagen zendt Radio Bloemendaal uit van 9:00 tot 20:00. Het programma bestaat dan uit de kerkdiensten van de gemeente zelf en van de stichting Kerk zonder Grenzen, Woord op Zondag, Opmaat, andere programma's over geloof en christelijke muziek (kerkmuziek, klassieke muziek en gospel/pop), tussen de programma's opgevuld met non-stop muziek. Op feestdagen wordt een gelijksoortig programma als op zondag uitgezonden, soms slechts een halve dag. In de Goede Week wordt ook vanaf Witte Donderdag elke avond uitgezonden, evenals op de woensdagavonden in de 6 weken daarvoor. Op dinsdag wordt van 12:00 tot 13:30 de kerkdienst van de week daarvoor van de Amsterdamse Alle Dag Kerk uitgezonden, omlijst met muziek.

## Kerk zonder Grenzen
De stichting Kerk Zonder Grenzen houdt zich, in opdracht van de Provinciale Synode van Noord-Holland, bezig met omroeppastoraat en radio-evangelisatie (via Radio Bloemendaal) in de provincie.
De afgelopen decennia gaven Kerk zonder Grenzen en Radiokerk Bloemendaal allebei een eigen blad uit. In 2010 zijn beide bladen samengevoegd tot een blad.
Medio 2018 is de samenwerking tussen Kerk zonder Grenzen en Radio Bloemendaal beëindigd.

## Predikanten
Vanaf 1961 is er een aparte gemeente- en radio-evangelisatiepredikant; alleen de laatsten staan in deze lijst.
- 1924–1947: ds. J.C. Brussaard
- 1948–1955: ds. J.L. Koole
- 1956–1968: ds. G. Toornvliet
- 1969–1987: ds. L.J. Boeyinga
- 1988–1995: ds. A.C. Bronswijk
- 1995: ds. D.N. Wouters
- 1995– : ds. Aart Mak